# Manuel Tello Jorge
Manuel Diego Tello Jorge (Madrid, España, 16 de febrero de 1984) es un futbolista español. Juega de centrocampista y su equipo actual es el Internacional de Madrid de la Segunda División B de España.

## Trayectoria
Se formó como futbolista en la escuela del Real Madrid CF. En el club blanco pasó por todas las categorías inferiores hasta llegar al segundo filial de tercera y finalmente al Castilla, equipo con el que consiguió el ascenso a Segunda División la temporada 2004/05 bajo las órdenes de Juan Ramón López Caro. En el filial blanco dejó una buena imagen la temporada del ascenso. 
En verano de 2005 ficha por el Levante UD de Segunda División, club recién descendido que estaba formando un potente equipo para retornar esa misma temporada a la élite. Esa temporada los granotas logran el ascenso, pero Tello tiene pocas oportunidades. Por ello durante el verano de 2006 es declarado transferible aunque hace la pretemporada con el equipo. Finalmente club y jugador llegan a un acuerdo y este pasa a formar parte del equipo filial que militaba en Segunda B. En el filial granota permanecerá dos temporadas hasta el verano de 2008, cuando la crisis institucional que sufre el club lleva al descenso tanto del primer equipo como del filial y provoca la desmantelación de la plantilla. 
La temporada 2008/09 ficha por el CDA Navalcarnero. La siguiente temporada ficha por el filial del Getafe CF con el que logra un histórico ascenso, a continuación juega en el Guadalajara y desde la temporada 2014-2015 en el Club de fútbol Fuenlabrada, más tarde en la temporada 2016/2017 ficha por el Internacional de Madrid-Boadilla de la Segunda División B Española.

## Selección nacional
Ha sido internacional en todas las categorías inferiores de la selección española, desde la sub-16 hasta la sub-21, siendo en 2003 subcampeón del mundo sub-20 en el mundial celebrado en los Emiratos Árabes Unidos.

## Clubes
| Club                       | País   | Periodo | Liga PJ (G) | Copa PJ (G) |
| -------------------------- | ------ | ------- | ----------- | ----------- |
| Real Madrid C              | España | 2001/02 | 5 (0)       | -           |
| Real Madrid C              | España | 2002/03 | 2 (0)       |             |
| Real Madrid C              | España | 2003/04 | 26 (0)      |             |
| Real Madrid B              | España | 2004/05 | 15 (0)      |             |
| Levante UD                 | España | 2005/06 | 7 (0)       | 0 (0)       |
| Levante B                  | España | 2006/07 | 28 (0)      |             |
| Levante B                  | España | 2007/08 | 28 (1)      |             |
| CDA Navalcarnero           | España | 2008/09 | 32 (4)      |             |
| Getafe B                   | España | 2009/10 | 30 (2)      |             |
| Getafe B                   | España | 2010/11 | 33 (1)      |             |
| Getafe B                   | España | 2011/12 | 34 (0)      |             |
| RSD Alcalá                 | España | 2012/13 | 33 (2)      |             |
| Club Deportivo Guadalajara | España | 2013/14 | 34 (1)      | 10          |
| CF Fuenlabrada             |        | 2014/15 | 26 (0)      |             |
| CF Fuenlabrada             |        | 2015/16 | 32 (0)      |             |
| Internacional de Madrid    |        | 2016/17 | 35          |             |
| Internacional de Madrid    |        | 2017/18 | 35 (1)      |             |
| Internacional de Madrid    |        | 2018/19 | 10          |             |